# J. L. C. Pompe van Meerdervoort

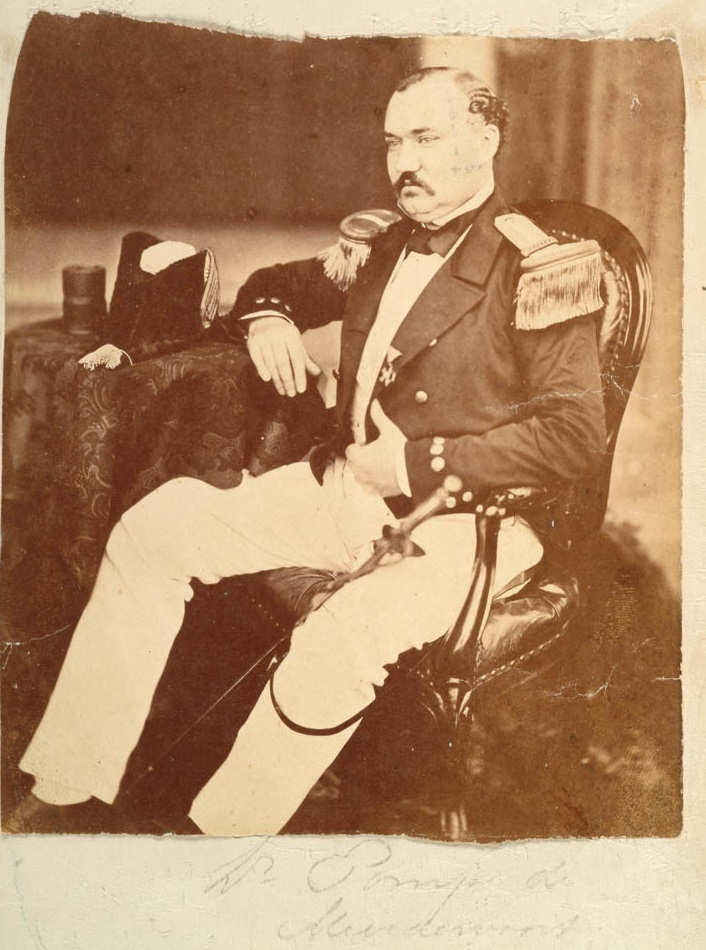
Johannes L. C. Pompe van Meerdervoort

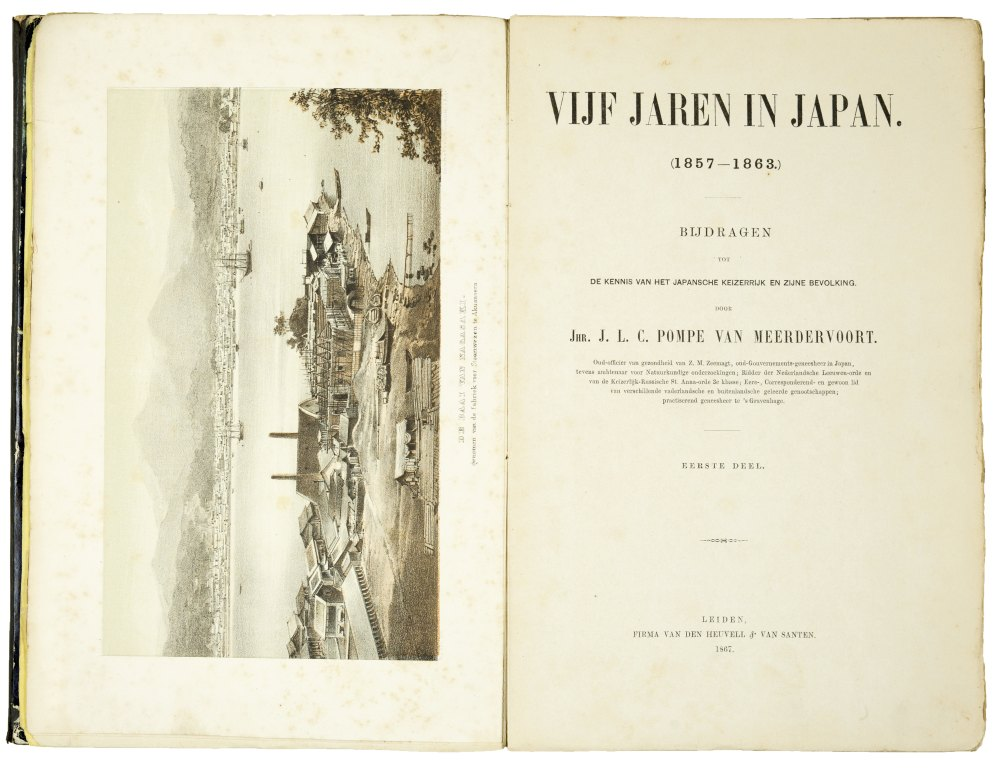
Pět let v Japonsku

Johannes Lijdius Catharinus Pompe van Meerdervoort (5. května 1829 Bruggy – 7. října 1908 Brusel) byl nizozemský lékař se sídlem v japonském Nagasaki. V Nagasaki se učil v oborech medicína, chemie a fotografie a založil lékařskou fakultu a nemocnici.

## Životopis
Narodil se do šlechtické rodina pocházející z Dordrechtu, byl synem důstojníka v holandské armádě Johana van Antoina Pompeho Meerdervoorta leidenského a matky Johanny Wilhelminy Hendriky de Moulin z Kampenu. Studoval medicínu na vojenské nemocnici v Utrechtu a stal se námořním chirurgem v roce 1849. Odcestoval do Japonska, pobýval na ostrově Dedžima (holandská enkláva v přístavu Nagasaki) v letech 1857–1863, a byl pozván na Tokugawa bakufu aby vyučoval západní medicínu na námořní akademii Kaigun Denshujo. Měl 133 studentů, kterým se pokusil předat celé lékařskévědění. Na jeho návrh vláda otevřela v roce 1861 první japonskou nemocnici západního stylu Nagasaki Jójóšho s 124 lůžky a lékařskou fakultu. Do Nizozemí se vrátil v roce 1862, v doprovodu dvou svých studentů, kteří se stali prvními japonskými studenty západní medicíny v zahraničí.
V letech 1867–1868 vydal knihu s názvem Vijf jaren in Japan (Pět let v Japonsku).
Kromě medicíny vyučoval také fotografii. Mezi jeho studenty fotografie patřil například Kameja Tokudžiró, nebo Ueno Hikoma, jeden z prvních profesionálních japonských fotografů a Kuiči Učida, který byl prvním dvorním fotografem císaře Meiji a císařovny Šóken. Hikoma u něho studoval chemii po jeho příchodu v roce 1857 Pompe van Meerdervoort již v té době vlastnil kameru a fotografické manuály, i když měl jen málo zkušeností jako fotograf, zasvětil také Ueno Hikomu do umění fotografie.